# أبو مشط (سمك)
أبو مشط هو جنس أحادي من الأسماك البحرية من شائكات الزعانف وفصيلة الطرّيخيات موجدة بعض مناطق المحيط الهندي. نوعها الوحيد جسمه معتدل القد يطول نحو 27 سم. رأسها متوسط الجرم، خافت الجبهة، مقطوم الخطم كبير الشدق، ثلاثي المناخس الذربة الصغيرة. عيناها كبيرتان، متقازبتان، متقدمتان. زعنفتها الظهرية كبيرة قاطبة مشطية الشكل، تمتد من الرأس إلى قاعدة الذيل. زعانفها الصدرية الحوضية والشرجية معتدلة الحجر، مرقوشة الثوب. الذيلية شبه مستديرة . ثوبها إلى الشهبة الزرقاء تسمرّ وتعبق في الظهر وفي طرف الذيل وتغير في الجانبين وفي البطن.
|  |  |  |  |